# 阮氏玉玩
德和公主阮氏玉玩（越南语：／；1794年—1827年），阮朝嘉隆帝第六女，生母是左宮嬪宋氏樓。
景興五十五年（1794年），阮氏玉玩出生。嘉隆十七年（1818年），公主25歲，下嫁永賴侯枚德議之子枚德儒。同年（1818年），駙馬枚德儒去世。明命八年（1827年），公主去世，享年三十三歲，諡莊潔。後追贈封號為德和公主。
德和公主未育有子女。